# Chorisquilla quinquelobata
Chorisquilla quinquelobata is een bidsprinkhaankreeftensoort uit de familie van de Protosquillidae. De wetenschappelijke naam van de soort is voor het eerst geldig gepubliceerd in 1935 door Gordon.